# Tandem Airfoil Flairboat

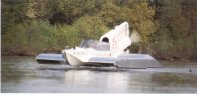
TAF Jörg1 im Bodeneffektflug in 30 cm Höhe

Ein Tandem Airfoil Flairboat ist ein Bodeneffektfahrzeug nach dem Stauflügelprinzip, entworfen und entwickelt seit 1963 von Günther W. Jörg.
Die parallele Anordnung zweier Flügelpaare hintereinander (Tandemanordnung) in Kombination mit speziellem Rumpf mit Seitenleitwerk und Luftschraube führt zu einem stabilen Flug im Bodeneffekt, d. h. innerhalb der besonderen Trageigenschaften der Luft im bodennahen Bereich.

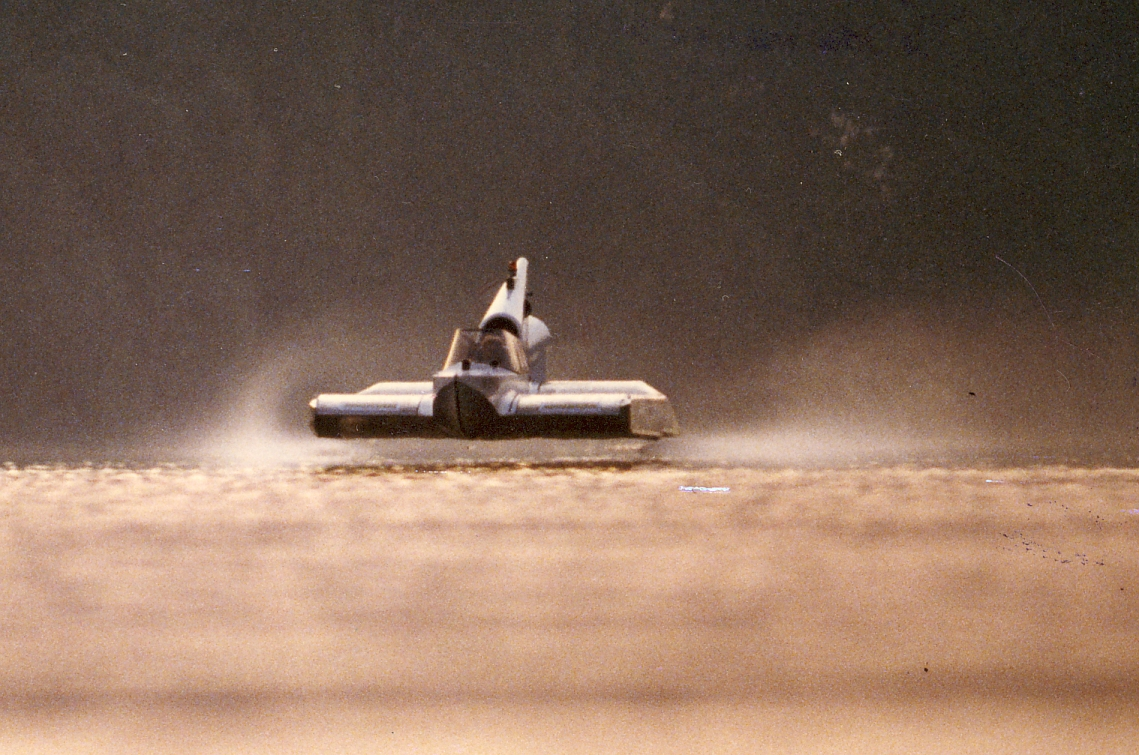
Jörg1 im Bodeneffektflug in max. Flughöhe

Ein Verlassen des Bodeneffektes ist nicht beabsichtigt. Die spezielle Konstruktion führt dazu, dass ein selbststabilisierender Effekt auftritt, der den sicheren Flug des Fahrzeuges im bodennahen Bereich garantiert.
Über Wasser zeigt dieser Effekt besonders gute Wirkung, so dass hier die spezielle Anwendung der Tandem-Airfoil-Fahrzeuge als Tandem-Airfoil-Flairboote (TAF) liegt.
Ein TAF kann den Bodeneffekt nicht verlassen, sondern ist an das Vorhandensein der Wasseroberfläche gebunden. Aus diesem Grunde gelten Tandem-Airfoil-Flairboote auch als Wasserfahrzeuge und sind zugelassen und klassifiziert als Boote.

## Weblinks

Jörg1 und Jörg3 im Hafen